# تپه هواشناسی
تپه هواشناسی مربوط به عصر آهن است و در شهرستان شاهرود، بخش بیارجمند، دهستان خوارتوران، روستای باغستان واقع شده و این اثر در تاریخ ۷ اسفند ۱۳۸۶ با شمارهٔ ثبت ۲۱۴۱۶ به‌عنوان یکی از آثار ملی ایران به ثبت رسیده‌است.